# I'll Fly for You
I'll Fly for You è una canzone pop, incisa nel 1984 dagli Spandau Ballet e facente parte dell'album Parade, del quale è il secondo singolo estratto. Autore del brano è Gary Kemp.
Il singolo fu pubblicato su etichetta Chrysalis Records e prodotto da Steve Jolley e Tony Swain.
Il brano si ritrova in varie raccolte del gruppo.

## Testo
(Parte finale del ritornello)
Il testo si presenta come una sorta di dichiarazione d'amore.

## Tracce

### 45 giri[2][4]
1. I'll Fly for You – 5:10
2. To Cut a Long Story Short (Live) – 5:02

### 45 giri maxi[5]
1. I'll Fly for You – 5:10
2. To Cut a Long Story Short (Live) – 5:02
3. I'll Fly for You (Glide mix) – 7:13

## Video musicale
Nel video musicale, si alternano varie scene: si passa dalla parata del Mardi Gras a New Orleans alle paludi della Louisiana affrontate in canoa da Tony Hadley sino ad un processo in cui ricompare lo stesso Tony Hadley.

## Classifiche
| Classifica    | Posizione massima | Nr. di settimane |
| ------------- | ----------------- | ---------------- |
| Italia (1985) | 6                 |                  |
| Nuova Zelanda | 35                | 6                |
| Paesi Bassi   | 28                | 5                |
| Regno Unito   | 9                 | 9                |

## Cover
Tra gli artisti che hanno eseguito una cover del brano, figurano:
- Hera (singolo del 1990)[12]
- Mina (nell'album Sorelle Lumière del 1992)[13]